# Арало-каспийский муравей-жнец
Арало-каспийский муравей-жнец (лат. Messor aralocaspius) — вид муравьёв-жнецов рода Messor (триба Pheidolini, подсемейство Мирмицины). Казахстан, Средняя Азия, Афганистан, Северная Африка (Алжир, Тунис). Характерен  для песчаных и глинистых пустынь. Собирают семена растений. Длина до 8 мм. Окраска чёрная (грудь может быть буровато-красной). Под головой расположен псаммофор. Вид был описан в 1902 году русским мирмекологом Михаилом Дмитриевичем Рузским в составе рода Aphaenogaster, а в 1905 году перенесён в род Messor
.